# Perigonica
Perigonica is een geslacht van vlinders van de familie Uilen (Noctuidae), uit de onderfamilie Hadeninae.

## Soorten
- P. angulata Smith, 1890
- P. eldana Smith, 1911
- P. fermata Smith, 1911
- P. fulminans Smith, 1890
- P. pectinata Smith, 1887
- P. tertia Dyar, 1902